# Infiniti J30
Infiniti J30 – samochód osobowy klasy średniej-wyższej produkowany przez koncern Nissan pod marką Infiniti w latach 1992 - 1997. Auto przeznaczone było na rynek amerykański.

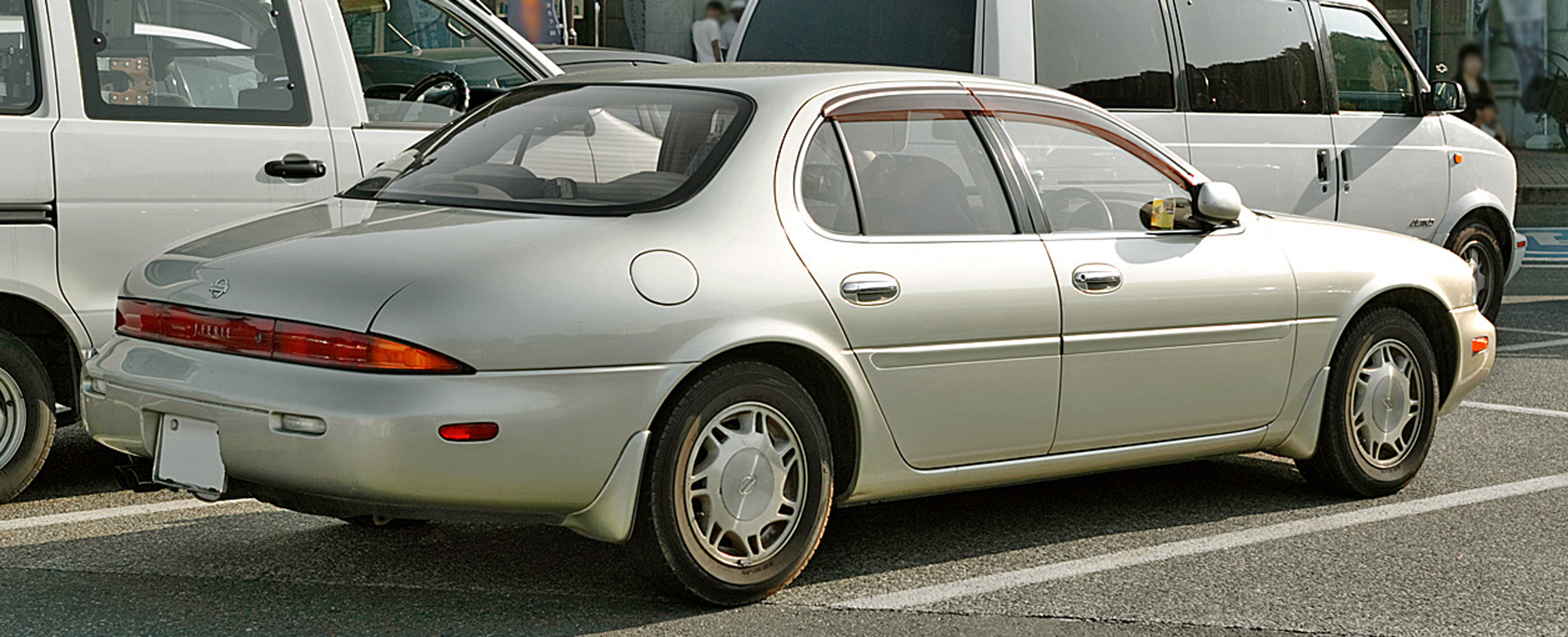
Tył Infiniti J30

## Silnik
- V6 3,0 l (2960 cm³), 4 zawory na cylinder, DOHC
- Średnica × skok tłoka: 87,00 mm × 83,00 mm
- Stopień sprężania: 10,5:1
- Moc maksymalna: 213 KM (156,6 kW) przy 6400 obr./min
- Maksymalny moment obrotowy: 261 N•m przy 4800 obr./min
- Maksymalna prędkość obrotowa silnika: 7000 obr./min
- Przyspieszenie 0-100 km/h: 8,3 s
- Prędkość maksymalna: 205 km/h